# Distrito de Aucallama

Provincia de Huaral en el Departamento de Lima

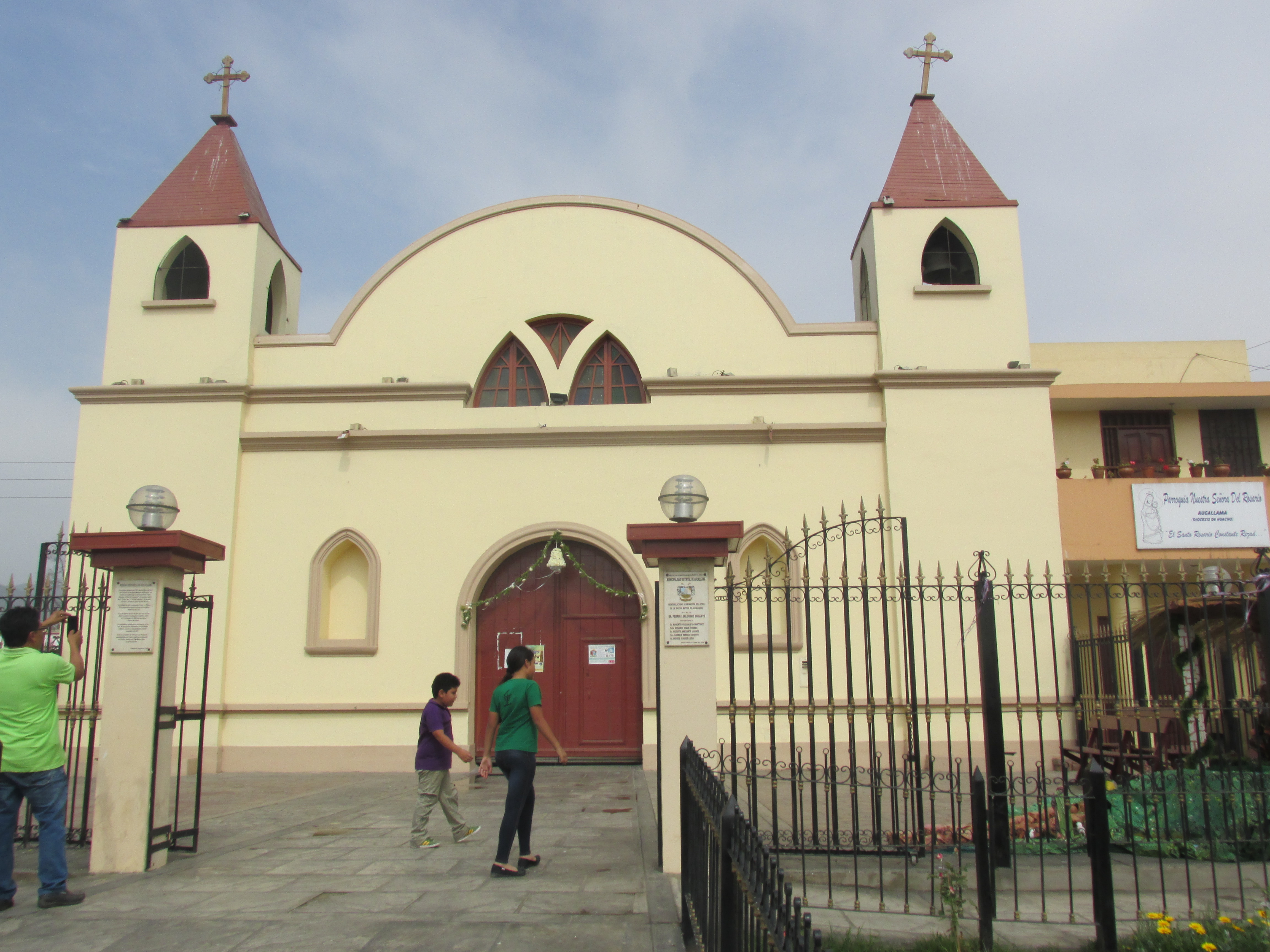
Iglesia de Nuestra Señora del Rosario de Aucallama

El distrito de Aucallama es uno de los doce distritos que conforman la provincia de Huaral, ubicada en el Departamento de Lima en el Perú.
Dentro de la división eclesiástica de la Iglesia Católica del Perú, pertenece a la Diócesis de Huacho

## Historia
Su fundación española data del año 1551, cuando se da cumplimiento a una ordenanza de la ley General de Indias que ordenaba la creación de reducciones de los naturales a fin de aglutinarlos en centros poblados que eviten la dispersión de los nativos que se hallaban repartidos formando diferentes Ayllus en la zona.
La creación de la reducción de este pueblo se da bajo la advocación de “Santo Domingo del Real de Aucallama” fue el primer asentamiento de categoría española instalada en la zona.
La Ordenanza Real tiene fecha de 21 de marzo de 1551, durante el virreinato de Antonio de Mendoza y Pacheco.
Al producirse la Emancipación, al transformarse los partidos en provincias y las reducciones en distritos, se creó la Provincia de Chancay, y Aucallama pasó a ser uno de sus distritos, por Reglamento Provisorio del 12 de febrero de 1821, dado por el Libertador José de San Martín, y confirmado por Ley del 2 de enero de 1857, dada por el presidente Ramón Castilla.
El 11 de mayo de 1976 mediante Ley N.º 21488 de creación de la Provincia de Huaral, suscrita por el presidente Francisco Morales Bermúdez, pasó a formar parte de la provincia recién creada.

## Geografía
El distrito se encuentra ubicado a la margen izquierda del río Chancay, al sur de Huaral a una distancia de 13 km. 
Su territorio de 716,84 km² abarca desde Santo Domingo y Cuyo por el este pasando por Palpa y Caqui hasta Boza y Pasamayo por el oeste, incluyendo San José y la propia capital del distrito. La zona es netamente agrícola y recibe las aguas del río Chancay.

## Capital
Es el poblado de Aucallama se encuentra a 153 m s. n. m. Se llega a la capital del distrito a través de una pista que se desprende a la altura del kilómetro 9 de la carretera Huaral-Variante de Pasamayo.

## División administrativa

### Centros poblados
- Urbanos
  - Aucallama, con 2 525 hab.
  - Caqui, con 651 hab.
  - Palpa, con 2 716 hab.
- Rurales
  - Boza, con 744 hab.
  - Boza Alta, con 213 hab.
  - Boza Candelaria, con 414 hab.
  - Caqui, con 157 hab.
  - Chacra y Mar, con 280 hab.
  - El Rincón, con 233 hab.
  - Gramadales Bajo, con 251 hab.
  - Hierba Buena Alta, con 166 hab.
  - Matucana, con 342 hab.
  - Miraflores, con 380 hab.
  - Miraflores Norte, con 168 hab.
  - Nueva Esperanza, con 178 hab.
  - Pasamayo, con 373 hab.
  - Pasamayo Alto, con 411 hab.
  - Salinitas, con 306 hab.
  - Señor de los Milagros, con 213 hab.
  - Sifón, con 229 hab.
  - Tambillo, con 241 hab.
  - Tres Estrellas, con 389 hab.
  - Villa del Mar, con 169 hab.
  - Virgen del Carmen, con 289 hab.

## Autoridades

### Municipales
- 2019 - 2022
  - Alcalde: Hugo Aniano Álvarez Carballido, Movimiento Fuerza Regional (MFR)
  - Regidores: Juan Daniel Chavarría Cotrina (MFR), Nélida Margarita Rosario Ceferino (MFR), Oscar García Vega (MFR), Ronald David Garay Pacheco (MFR), Félix Ccecaño Santiago (Partido Unidad Cívica Lima)
- 2015 - 2018[2]
  - Alcalde: Pedro Félix Salguero Dulanto, Movimiento Concertación para el Desarrollo Regional (CDR).
  - Regidores: Edwin Biselach Valdivia Santiago (CDR), Vitaliano Carmen Valverde (CDR), Isabel Beatriz Ferrer Rodríguez (CDR), Leonel Humberto Lobatón Flores (CDR), Hugo Aniano Álvarez Carballido (Solidaridad Nacional).
- 2011 - 2014:[3]
  - Alcalde: César Emilio Balcázar Labrin, de Concertación para el Desarrollo Regional (CPEDR).
  - Regidores: Jesús Ángel Villavicencio Valverde (CDR), César Augusto Blas Cruz (CDR), Beatriz Rosana Susunaga Picón (CDR), Santos Víctor Sánchez Blas (CDR),  Roberto Ernesto Villanueva Martínez (Fuerza Regional).
- 2007 - 2010
  - Alcalde: Pedro Félix Salguero Dulanto.

### Policiales
- Comisaría de Huaral
  - Comisario: Cmdte. PNP. Oswaldo Freddy Echevarria López.[4]

### Religiosas
- Diócesis de Huacho[5]
  - Obispo de Huacho: Mons. Antonio Santarsiero Rosa, OSI.
- Parroquia Nuestra Señora del Rosario de Aucallama[6]
  - Párroco: Pbro. .

## Turismo
Aucallama cuenta con muchas zonas degran atractivo. Empezaremos por Las Shicras en Palpa por la importancia que viene cobrando.
Las Shicras es un centro ceremonial del período Precerámico Tardío (4500 a 4850 a. C.), contemporáneo con Caral -Ciudad más antigua de América- en el cercano valle de Supe. Está ubicado en la quebrada de Orcón en Huaral, muy cerca de Pisquillo Chico, el complejo más importante que se conozca de la cultura Chancay. Se le adjudicó este nombre en alusión al material predominante en su construcción; la shicra es una especie de canastilla hecha a base de caña brava en la que los antiguos peruanos trasladaban hasta 20 kilos de piedras destinados como relleno constructivo.
Según las investigaciones preliminares, el templo principal edificado en piedra cuenta con ocho niveles construidos en cuatro fases, lo que revela que allí se realizaban rituales religiosos. Por medio de estas ceremonias practicadas hasta la llegada de los españoles, en 1532, se tapaba un templo antiguo para construir uno nuevo en su lugar - prueba de ello son los restos de edificaciones Incas y de otras culturas prehispánicas que se pueden apreciar cerca al sitio arqueológico - simbolizando que lo nuevo crece sobre las cenizas de lo viejo. La antigüedad de la estructura monumental reflejaría un nivel de organización colectiva compleja hacia los inicios del proceso integración de la sociedad andina. 
El sitio arqueológico Las Shicras - Pisquillo, fue declarándolo Patrimonio Cultural de la Nación mediante Resolución Directoral Nacional N° 1636/INC (año 2007) en un área de 100 734.14 m².
El proyecto arqueológico Las Shicras, patrocinado por la Fundación Amano y liderado por el arqueólogo Walter Tosso, viene trabajando el estudio científico del sitio arqueológico. En la actualidad, el proyecto se encuentra en la Segunda Temporada de excavación. En esta etapa se han incorporado al equipo de trabajo los científicos japoneses Masami Fujisawa, Tesuya Inamura, Yoshio Onuki y Yasutate Kato, entre otros. 
Se puede visitar todo el año de 9 a. m. a 4 p. m., el ingreso es libre.
También es un lugar conocido por la práctica de Turismo de Aventura de Sandboarding en las dunas de Aucallama en el Centro Poblado San Graciano, donde se encuentran los instructores de "Lima Sandboard", una actividad apta para toda la familia.
Otro atractivo es la laguna Santa Rosa, de agua natural debido a las filtraciones de agua que salen del subsuelo, tiene aproximadamente 1.30 m de profundidad. Es un lugar de recreación
Obviamente su gran atractvo turístico es su campiña en sí. Sus campos, sus canales de regadío, sus chacras rodeadas de cerros bajos, y todo de fácil acceso. El Investigador D. Lopez Mazzotti describe además sus ya conocidas lomas de gran extensión y que, como todas la lomas , verdean en invierno. Sus zonas arqueológicas son muy importantes y hay que mencionar ""la zona arqueológica de Pisquillo"" ubicada a solo dos kilómetros al este de Palpa la cual tiene una extensión de más de 30 hectáreas y cuenta con imponentes construcciones de barro correspondiente a la cultura Chancay y que fue declarado Patrimonio Cultural de la Nación por el Ministerio de Cultura con resolución N.º 1536,el 10 de noviembre del 2005.
No hay que olvidar que en la zona arqueológica de Matucana hay varios asentamientos además de "las Shicras" del que ya se habló arriba, más bien esta zona monumental también cuenta con construcciones monumentales muy impresionantes rodeando un cerro y aprovechando su configuración.
Toda esta zona esta cerca del impresionante ""Reservorio de Pisquillo" cerca al asentamiento humano del mismo nombre. El mismo D. López en su investigación señala el potencial de este sitio que puede articular las zonas arqueológicas y convertirse en un importante centro turístico habilitandose como baneario y con botes pedalones.

## Festividades
- Octubre: Señor de los Milagros y la Virgen del Rosario
- Julio : Virgen del Carmen, 16 de julio, en Caqui.